# Яструн, Мечислав
Мечислав Яструн (пол. Mieczysław Jastrun, также Мойше Агацштайн, Мойше Агацзтайн) (29 октября 1903 года, село Королёвка, Восточная Галиция — 22 февраля 1983 года, Варшава, Польша) — польский поэт, эссеист и переводчик. Автор биографических романов об Адаме Мицкевиче, Юлиуше Словацком, Яне Кохановском. Переводчик. Перевел на польский язык произведения немецких, французских и русских писателей.

## Биография
Мечислав Яструн (Мойше Агацштайн) родился 29 октября 1903 года в селе Королёвка, в Восточной Галиции, (ныне: Борщёвский район, Тернопольская область, Украина) в семье Марии (девичья фамилия Низенсон) и Юзефа Агацштейна. Юзеф Агацштейн был врачом и семья вынуждена была часто переезжать.
В 1915—1919 годах Мойше учился в средней школе в городе Кракове, окончил среднюю школу в Тарнове.
После начала польско-советской войны (1920—1921) записался в армию, но не принимал участия в боевых действиях из-за тифа.
9 марта 1920 года в церкви села Ядлова вместе с братом Ежи Геровским принял христианство.
Он изучал польский, немецкий языки и философию в Ягеллонском университете (Краков). В 1929 году получил докторскую степень.
Впервые произведения Яструна увидели свет в журнале Scamander (Варшава) в студенческие годы. В 1929 году он опубликовал свой первый сборник стихов — «Споткане не чаше».
После окончания университета он работал преподавателем польского языка и основ философии в частной гимназии в Кольбушове (1928—1929), затем в Бресте и в Польской мужской Нижнесилезской гимназии в Лодзи. Его учениками были, в частности, Ежи Йочимек и Ежи Помяновски. 1930 году стал членом Польского клуба пера. Занимался литературным творчеством и переводами.
После начала Второй мировой войны Яструну удалось добраться до Львова, который к тому времени был включен в состав Советской Украины. Яструн занимался переводами русской и украинской классики и принимал участие в редактировании школьных учебников на польском языке.
17 сентября 1940 года он был принят в Союз советских писателей Украины. После оккупации Львова немецкими войсками в 1941 году, он вернулся в Варшаву и присоединился к течению тайного обучения и сотрудничал с подпольной прессой под псевдонимом Ян Клонович.
Осенью 1945 года он уехал в Лодзь. С 1949 года он постоянно жил в Варшаве. Мечислав Яструн публикует свои работы во многих журналах и издательствах, также читал лекции по современной поэзии в Варшавском университете.
В 1950 году Мечислав Яструн женился на поэтессе Мечиславе Бичкувне (1924—2015). Их единственный сын Томаш Яструн (1950) стал поэтом.
Написал биографические романы о великом польском поэте Адаме Мицкевиче, о поэтах Юлиуше Словацком, Яне Кохановском, оказавших большое влияние на развитие польской поэзии. Автор очерка «Между словом и молчанием» (1960). Занимался переводами произведений немецкой, французской и русской литературы.
Он подписал вместе с другими учёными и писателями «Письмо 34» в защиту свободы слова (1964).
Лауреат многих литературных премий, в том числе Польской премии Pen Club за переводы с немецкого (1969), премии имени А. Юржиковского в Нью-Йорке (1972).
Скончался 22 февраля 1983 года в Варшаве.

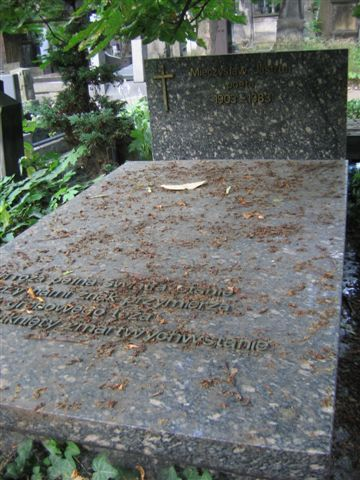
Могила Мечислава Яструна в Варшаве.

## Поэзия
- «Встреча во времени» (Варшава, 1929 г.)
- «Инна млодосьць» (1933)
- «Dzieje nieostygłe» (1935)
- «Strumień i milczenie» (Краков, 1937)
- «Godzina strzeona» (Люблин, 1944)
- «Речь лудзька» (Варшава, 1946 г.)
- «Сезон в Альпах и др.» (Краков, 1948)
- «Barwy ziemi» (Варшава, 1951 г.)
- «Poemat o mowie polskiej» (Варшава, 1952)
- «Рок урожай», (Варшава, 1953 г.)
- «Поэзия и правда», (Варшава, 1955)
- «Gorcy popiół» (Варшава, 1956)
- Генези (Варшава, 1959)
- «Больше, чем жизнь» (Варшава, 1960).
- Intonacje, (Варшава, 1962)
- Strefa owoców, (Варшава, 1964)
- «Белый день», (Варшава, 1967)
- Годла Паменци, Варшава, 1969 г.)
- «Остров, Чительник», Варшава, 1973.
- «Блыск образ», (Краков, 1975)
- «Scena obrotowa», (Краков, 1977)
- «Punkty świecące» (Варшава, 1980 г.)
- «Wiersze z jednego roku» (Варшава, 1981 г.)
- «Инна верся», (Варшава, 1982)
- Fuga temporum, (Варшава, 1986) (посмертное издание).

## Очерки
- Мицкевич (Варшава, 1949)
- «Адам Мицкевич 1798—1855», С. Народная культура, 1957, 485 стр. (Переводчик Димитар Икономов)
- «Поэт и придворный. Слово Яни Кохановски», (Варшава, 1954)
- «Узоры. Szkice literackie» (Варшава, 1956).
- «Między słowem a milczeniem», (Варшава, 1960)
- Между словом и тишиной, София, Народная культура, 1985, 264 с.
- «Mit śródziemnomorski» (Варшава, 1962 г.)
- «Свобода выбора» (Варшава, 1969)
- «Положение поэзии», (1971)
- Walka o słowo (Варшава, 1973)
- «Podróż do Grecji» (Краков, 1978)

## Проза
- «Piękna choroba» (Варшава, 1961) — автобиография
- «Smuga światła» (Варшава, 1983) — воспоминания
- «Дзенники» 1955—1981, (Краков, 2002) — дневники писателя.